# LP1 (FKA twigs)
LP1 è il primo album in studio della cantante britannica FKA twigs, pubblicato il 6 agosto 2014 dall'etichetta discografica Young Turks.

## Pubblicazione
Il disco è stato anticipato dal singolo Two Weeks, pubblicato nel giugno 2014. Il video della canzone è diretto da Nabil Elderkin. 
Il secondo singolo Video Girl è stato pubblicato nell'ottobre 2014.

## Accoglienza
Il disco è stato accolto molto positivamente dalla critica: è stato posizionato al secondo posto tra i migliori album dell'anno secondo Pitchfork, al primo posto della medesima classifica stilata dal TIME e al terzo per The Guardian.
Inoltre è stato inserito tra i finalisti del Mercury Prize 2014.

## Tracce
1. Preface – 1:46
2. Lights On – 4:24
3. Two Weeks – 4:07
4. Hours – 4:35
5. Pendulum – 4:58
6. Video Girl – 3:47
7. Numbers – 3:43
8. Closer – 3:45
9. Give Up – 4:17
10. Kicks – 5:24

## Classifiche
| Classifica (2014) | Posizione massima |
| ----------------- | ----------------- |
| Regno Unito       | 16                |
| Stati Uniti       | 30                |